# Curtiss Model D

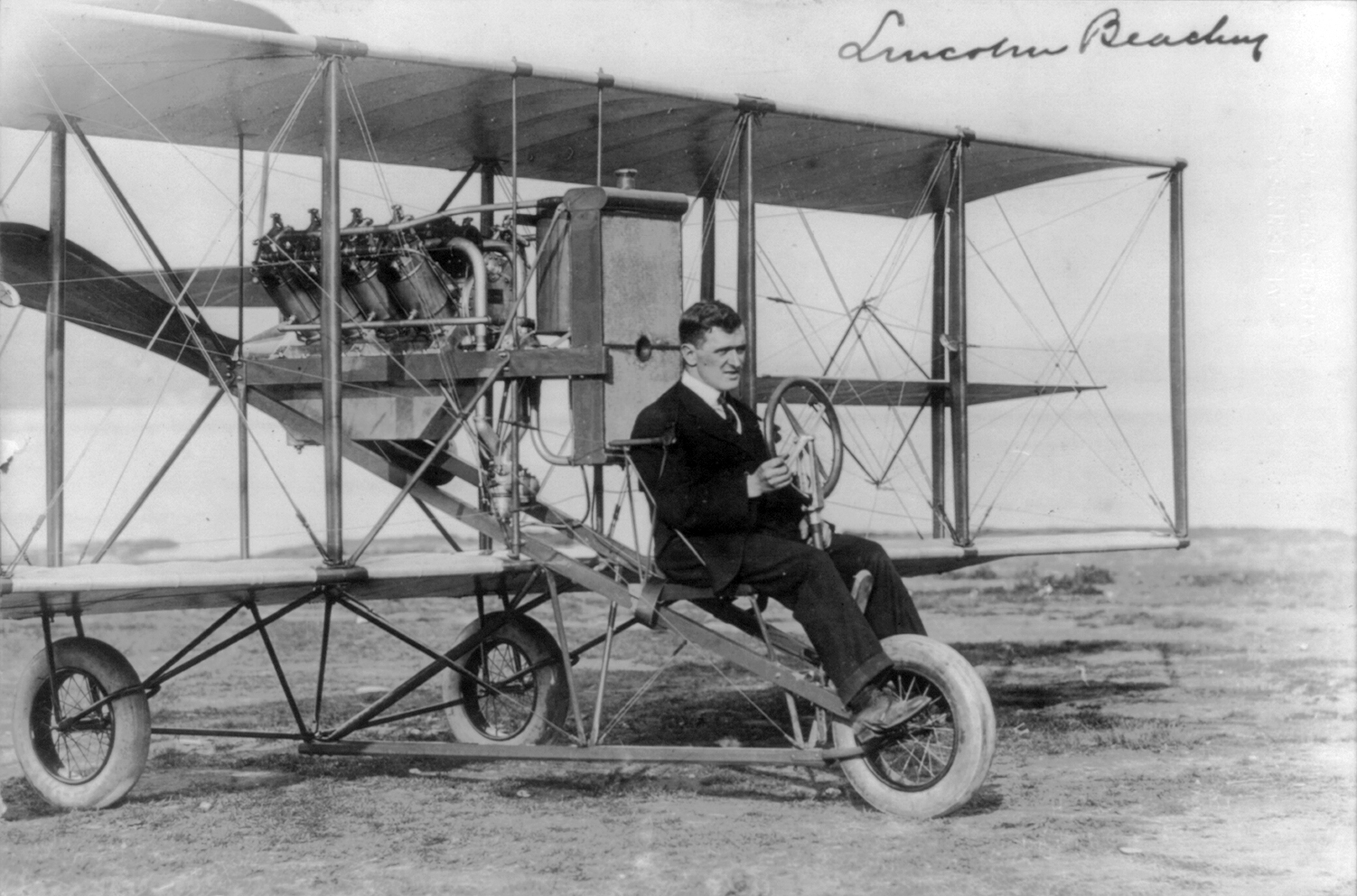
O Curtiss Model D do aviador Lincoln Beachey, em 1913.

O Curtiss Model D de 1911, também conhecido como "Curtiss Pusher" foi um avião biplano, monomotor norte americano em configuração por impulsão com o motor e a hélice atrás do banco do piloto. 

## Características marcantes
O Curtiss Model D foi o primeiro avião do Mundo do qual foram produzidos mais de um exemplar, todos eles tendo sido produzidos durante a Era pioneira da aviação (1900-1914), um período de desenvolvimento baseado em tentativa e erro, no qual também ocorreram importantes desenvolvimento na tecnologia dos motores de quatro tempos.
O Curtiss Model D foi também o modelo que fez a primeira decolagem do convés de um navio (voo efetuado por Eugene B. Ely partindo do USS Birmingham em 14 de novembro de 1910, perto de Hampton Roads, Virgínia), e também o primeiro pouso no convés de um navio (o USS Pennsylvania) em 18 de janeiro de 1911 perto de São Francisco, Califórnia.
Originalmente, esse modelo era equipado com um plano de controle (profundor) frontal, no entanto ele foi descartado quando descobriram acidentalmente que era desnecessário. A nova versão sem esse plano frontal ficou conhecida como Headless Pusher. Como todos os projetos Curtiss, esse modelo usava ailerons derivados do June Bug de 1908 para controlar a rolagem em voo, evitando com isso o uso do sistema de arqueamento das asas patenteado pelos irmãos Wright.

## Projeto e desenvolvimento

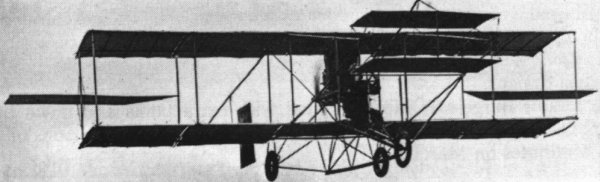
Um Curtiss Model D por impulsão (foto Curtiss 1916)
modelos posteriores incorporaram profundores ao redor do leme, na cauda (como a maioria dos aviões desde então).

O Model D era um biplano equipado com trem de pouso em triciclo. A construção básica da estrutura, era feita com tipos diferentes de madeira, e usava linho tratado esticado sobre ela. Os suportes de estruturas de controle eram feitos de bambu. Impedido de usar a técnica de arqueamento das asas patenteada pelos irmãos Wright para o controle lateral, Curtiss asava ailerons no lugar, o que acabou demonstrando ser uma solução melhor. 
Quase todos os modelos "D" foram construídos usando a configuração por impulsão, com a hélice atrás do piloto. Devido a essa configuração, eles eram também conhecidos como "Curtiss Pusher". Os primeiros exemplares usavam uma configuração canard, com profundores montados em suportes na frente da aeronave além de um estabilizador horizontal na parte traseira. Mais tarde, os profundores foram incorporados na estrutura da cauda, e a disposição em canard foi desfeita, resultando no que passou a ser conhecido como "Curtiss Headless Pushers".

## Histórico operacional
Além de aviadores civis, o Model D foi adquirido em abril de 1911 pela Divisão Aeronáutica do Signal Corps como um avião de treinamento (S.C. No. 2), e pela Marinha como avião de reconhecimento. Alguns deles foram exportados para militares estrangeiros, incluindo a Marinha Russa. Em 14 de novembro de 1910, Eugene Ely decolou do USS Birmingham num Model D. Esta foi a primeira vez que um avião decolou de um navio. Em 18 de janeiro de 1911, o mesmo piloto pousou um Model D no USS Pennsylvania. Essa foi a primeira vez que um avião pousou num navio. 
Depois de sua eleição em novembro de 1915, o congressista Orrin Dubbs Bleakley tornou-se o primeiro membro oficial do governa a voar do seu estado natal para Washington, D.C.. A viagem foi feita num Model D de 75 hp que partiu da Filadélfia, pilotado pela sargento William C. Ocker, pertencente à Seção de Aviação do Signal Corps na época. A viagem demandou 3 horas e 15 minutos, incluindo uma parada não planejada num campo de trigo em Maryland.

## Variantes
Essas foram as variantes do Curtiss Model D
Model D-4com um motor Curtiss de 4 cilindros em linha e 40 hp.
Model D-8Signal Corps Number 2, um motor Curtiss em "V" de 40 hp, com velocidade máxima de 97 km/h ao nível do mar.
Model D-8-75com um motor Curtiss V8 de 75 hp.
Burgess Model Dapenas um único protótipo construído sob licença pela Burgess Company de Marblehead, Massachusetts.

## Operadores
Estados Unidos
- Exército dos Estados Unidos
  - Divisão Aeronáutica do Signal Corps
    - S.C. No.2 (1911-1914)
- Marinha dos Estados Unidos

## Especificação

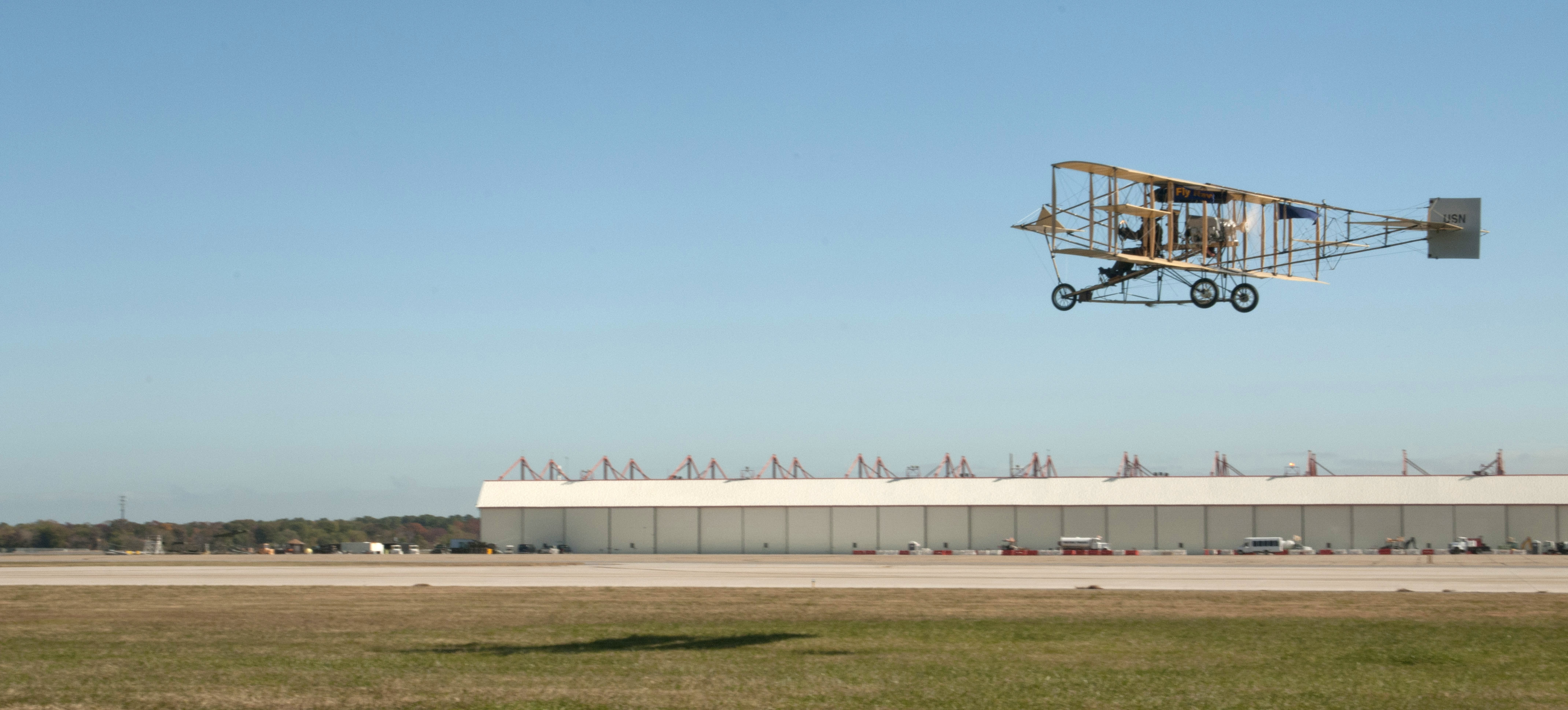
Réplica do Curtiss Model D em voo, 12 de novembro de 2010.

Estas são as características do Curtiss Model D (tipo IV)
- Características gerais:
  - Tripulação: um a dois (piloto e passageiro)
  - Comprimento: 8,92 m
  - Envergadura: 11,66 m
  - Altura: 2,39 m
  - Peso vazio: 318 kg
  - Peso na decolagem: 590 kg
  - Motor: 1 x Curtiss E-4, de 40 hp.

- Performance:
  - Velocidade máxima: 80 km/h
  - Autonomia: 2 horas e 30 minutos